# Sajang
Sajang is een bestuurslaag in het regentschap Oost-Lombok van de provincie West-Nusa Tenggara, Indonesië. Sajang telt 3043 inwoners (volkstelling 2010).